# Re-Definições
Re-Definições é o quinto álbum de estúdio da banda portuguesa Da Weasel, lançado em 2004. "Re-tratamento" (o primeiro single extraído do álbum) foi a música que os lançou definitivamente para o secção mais comercial do mercado português - podendo ser considerada a canção de um artista português que mais êxito fez em 2004 -, permitindo-os acabar o ano com a atribuição do prémio Best Portuguese Act nos MTV Europe Music Awards desse ano, em Roma.

## Descrição do álbum
Terá sido um dos melhores anos do percurso dos Da Weasel, aquele que viu nascer o multiplatinado Re-Definições. Do álbum, saíram "Re-Tratamento", o single mais exitoso de toda a discografia da banda e uma colaboração afamada com Manel Cruz em "Casa (Vem Fazer de Conta)". 80 mil discos vendidos depois, os Da Weasel conquistam dois Globos de Ouro na edição de 2005 dessa premiação, o de Melhor Grupo e o de Melhor Canção (por "Re-Tratamento"). Foram produzidos videoclipes para esses dois temas e também para a faixa "Força (Uma Página de História)", que foi lançada como a segunda faixa de divulgação do álbum - no outono europeu de 2004 -, entre "Re-Tratamento" (2004) e "Casa (Vem Fazer de Conta)" (2005).
Em 2007, o grupo de DJ Cooltrain Crew fez um remix do tema "Re-Tratamento", intitulado "Destratamento (DaWeasel D'N'B RMX)", para o seu álbum de remixes Southeast D'N'B' Flavas RMX'S 2000/2006.

## Faixas
1. "Pré-Definições"
2. "Força (Uma Página de História)"
3. "Re-Tratamento"
4. "Bomboca (Morde a Bala)"
5. "Carrossel (Às Vezes Dá-me Para Isto)"
6. "1972?"
7. "Casa (Vem Fazer de Conta)" (feat. Manuel Cruz)
8. "GTA"
9. "Pica 1.0"
10. "Despertar (O Flow Que Sai)"
11. "Pica 1.1"
12. "Baile (Aquele Beat)"
13. "Golpes 1.0"
14. "Loja (Canção do Carocho)"
15. "Golpes 1.1"
16. "Bicho"
17. "Joaninha (Bem-Vinda!)"
18. "Re-Definições" (feat. Anabela Mota Ribeiro)
19. "A Morte Do Artista (Em 3 Actos)" (Faixa Bónus)

## Créditos
- Pacman (voz)
- Virgul (voz)
- Jay-Jay (baixo)
- Pedro Quaresma (guitarra)
- Guilherme Silva (bateria)
- Dj Glue (DJ)

## Uso nos média
Em junho de 2023, a faixa "Loja (Canção do Carocho)", que contém vários palavrões, foi usada no encerramento de uma edição do "Telejornal", principal boletim informativo da RTP1, provocando uma pequena polémica.